# Casa de l'Abat (Tarragona)
La Casa de l'Abat és una obra de Tarragona protegida com a Bé Cultural d'Interès Local.

## Descripció
Edifici amb planta baixa i dos pisos d'alçada. Les seves façanes donen al carrer de l'Abat i al de Riudecols, així com al carrer Major. La façana principal és la del carrer de l'Abat i està decorada amb esgrafiats al segon pis.
Té cinc finestres al primer pis i sis al segon una d'elles geminada. Conserva al seu interior l'antiga disposició conventual amb cel·les amb escuts incomplets, arcs ogivals amb divises monàstiques que recorden el pas, per aquesta mansió, dels frares de l'ordre cistercenc.
A l'entrada hi ha un quadre de rajoles que representa a Sant Bernat agenollat amb l'aparició de la Verge.